# TXNニュースアイ (テレビ愛知)
この項目で解説する『TXNニュースアイ』（ティーエックスエヌ ニュースアイ）は、1999年10月4日から2005年3月31日までテレビ愛知で放送された4代目の報道番組。放送時間は毎週月曜 - 金曜 17:25 - 17:55（JST） 。テレビ東京系全国ネットニュース『TXNニュースアイ』のテレビ愛知ローカルパートに相当する。

## 概要
東海3県各地のニュースや各種生活情報を放送。放送は月曜から金曜までの週5日間。取材協力と番組協賛は日本経済新聞名古屋支社・中日新聞社。
テレビ愛知は夕方のニュースのローカルパートのタイトルをテレビ東京発の全国パートのタイトルに合わせることが多く、この番組もその流れに沿ったものだった。この傾向は、全国パートのタイトルが『速ホゥ!』へ改題されたのを機に終了し、以来テレビ愛知はたびたび独自のタイトルを冠したローカルパートを製作・放送するようになった。例として、『ニュース&ワイド マイユウ!』（全国パートのタイトルは『速ホゥ!』）と『NEWS FINE アイ』（全国パートのタイトルは『NEWS FINE』）がある。なお、『速ホゥ!』が始まった直後、ローカルパートのタイトルを全国パートのものに合わせていた系列地方局はTVQ九州放送だけだった。

## 出演者

### キャスター
- 相澤伸郎（テレビ愛知アナウンサー）
- 小山真理（当時テレビ愛知アナウンサー） - 途中までキャスターを務めていたが、後に降板。降板時期は不明。
- 渡辺由紀子（当時テレビ愛知アナウンサー） - 途中からキャスターに就任し、最終回まで出演。後継番組の『ニュース&ワイド マイユウ!』や『速ホゥ!』ローカルパートでも引き続きキャスターを務めた。

### リポーター
- 陶山慎晃（当時テレビ愛知アナウンサー） - 「うぃーくえんど・アイ」のコーナーを担当。

## 主なコーナー
不定期で以下のコーナーを放送していた。
- 人気モノ発見隊

ほか